# Monahans
Monahans és una població dels Estats Units a l'estat de Texas. Segons el cens del 2000 tenia 6.821 habitants.

## Demografia
Segons el cens del 2000, Monahans tenia 6.821 habitants, 2.496 habitatges, i 1.837 famílies. La densitat de població era de 106,2 habitants/km².
Dels 2.496 habitatges en un 38,3% hi vivien nens de menys de 18 anys, en un 56,4% hi vivien parelles casades, en un 13,5% dones solteres, i en un 26,4% no eren unitats familiars. En el 24,3% dels habitatges hi vivien persones soles el 12,7% de les quals corresponia a persones de 65 anys o més que vivien soles. El nombre mitjà de persones vivint en cada habitatge era de 2,68 i el nombre mitjà de persones que vivien en cada família era de 3,19.
Per edats la població es repartia de la següent manera: un 30,3% tenia menys de 18 anys, un 8,2% entre 18 i 24, un 25,7% entre 25 i 44, un 21,5% de 45 a 60 i un 14,3% 65 anys o més.
L'edat mediana era de 36 anys. Per cada 100 dones de 18 o més anys hi havia 89,4 homes.
La renda mediana per habitatge era de 30.349 $ i la renda mediana per família de 36.726 $. Els homes tenien una renda mediana de 31.307 $ mentre que les dones 18.086 $. La renda per capita de la població era de 14.100 $. Aproximadament el 14,7% de les famílies i el 16,5% de la població estaven per davall del llindar de pobresa.

## Poblacions més properes
El següent diagrama mostra les poblacions més properes.